# 雅米涅洛斯
在英國作家約翰·羅納德·魯埃爾·托爾金（J.R.R. Tolkien）的奇幻小說世界中土大陸中，雅米涅洛斯（Armenelos）是位於努曼諾爾（Númenor）東部的城市。
雅米涅洛斯是努曼諾爾的首都和最大城市，是人類有史以來最輝煌燦爛的城市，最終隨著努曼諾爾島一起陸沉。

## 地理
雅米涅洛斯位於努曼諾爾的東部內陸，在阿藍多（Arandor）的轄境內，距港口羅曼納（Rómenna）50英里。城市座落於米涅爾塔瑪（Meneltarma）的山丘上。一條由羅曼納伸延至安督奈伊（Andúnië）的大道會經過此地。

## 名字
雅米涅洛斯（Armenelos）一名來自昆雅語，名字中包含了「皇室」Royal、「天空」Heaven與「要塞、城市」Fortress, city的意思，在聯經版《精靈寶鑽》裡面將其意思譯為「皇家的天堂堡壘」。
它又被稱為「黃金城市」the Golden與「眾王之城」City of the Kings，可能源於這座城市的輝煌，以及它是努曼諾爾皇帝們的首都。

## 總覽
雅米涅洛斯是努曼諾爾的首都及最大城市，一直是努曼諾爾人煙最稠密的地帶，也是島上最美麗、宏偉和繁榮的城市，但後來被索倫（Sauron）所玷污了，他在迷惑了努曼諾爾人崇拜魔苟斯時，於雅米涅洛斯興建了一座高大的神廟，用作向魔苟斯（Morgoth）進行活祭。
它也是王宮（King's House）的所在地，王宮的高塔上有一對巨鷹（Eagles）築巢，宮前也長有聖白樹寧羅斯（Nimloth）。在皇帝塔爾-安卡麗蒙（Tar-Ancalimon）時，絕大部份努曼諾爾人公開反對維拉，約在此時巨鷹就離開了；而聖白樹則最後在索倫鼓動下被皇帝亞爾-法拉松（Ar-Pharazôn）下令將它砍倒燒掉。

## 歷史
雅米涅洛斯建於第二紀元32年，愛洛斯（Elros）在這裡修築了高塔城堡，並建立了努曼諾爾帝國。這座城市繼續成為努曼諾爾的首都，持續了3287年。
第二紀元3262年，索倫抵達努曼諾爾，進入雅米涅洛斯。他在城裡建立了崇拜魔苟斯的神廟，全國也轉而敬拜魔苟斯，許多忠實者（the Faithful）被當作為魔苟斯的祭品，押到神廟裡面活活燒死。3319年，亞爾-法拉松向維拉發動戰爭，上神伊露維塔（Ilúvatar）懲罰努曼諾爾人，讓大海吞滅努曼諾爾，雅米涅洛斯也隨之被海水淹沒。

## 資料來源
1. 1 2  Thain's Book: Armenelos 的存檔，存档日期2011-11-07.
2. 1 2 3 4 5 6 7  《精靈寶鑽》 2002 聯經初版翻譯 《努曼諾爾淪亡史》
3. ↑  這條大路由羅曼納向西至雅米涅洛斯，再進入諾瑞南谷與米涅爾塔瑪，之後轉西北通往佛洛星芒的昂督斯托（Ondosto），繼續朝西伸延到安督奈伊。詳見《未完成的故事》"A Description of Númenor"。
4. 1 2 3 4  《未完成的故事》 1998年 HarperCollins出版 "A Description of Númenor"
5. ↑  《魔戒三部曲》 2001年 聯經初版翻譯 附錄二編年史